# Комарівка (Гайсинський район)
Комарі́вка — село в Україні у складі Теплицької селищної громади Гайсинського району Вінницької області. Населення становить 535 осіб.

## Географія
Комарівка розташована в східній частині Гайсинського району на площі 291 га. Село простягається на верхівці долини, яка знана як «Кам'янки». Місцина становить хвилясту рівнину, яку розрізають балки та яри. Селом протікає річка Велика Стінка або Сорока (польська назва — Кам′янка (пол. Kamionka)), права притока Удичу.

## Історія

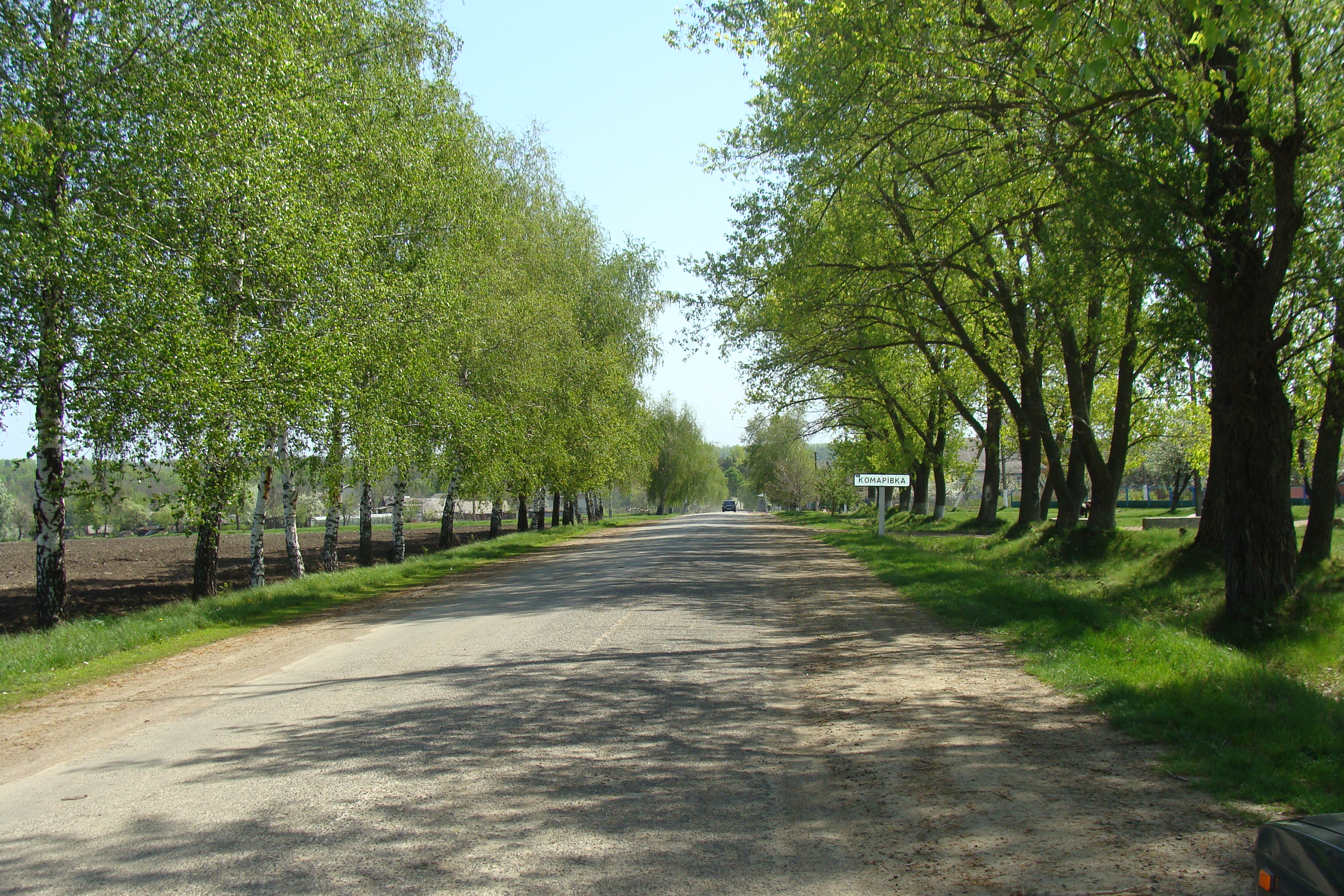

### Велике князівство Литовське
Існує точка зору, що першим поселенцем в XV столітті був Комар із козаків.

### Річ Посполита
У 1776 році збудована церква Івана Богослова. Будівля мала три куполи та дощатий іконостас у два яруси.
У 1789 році Комарівка (пол. Komarówka) згадується в протоколах жертовної комісії Брацлавського воєводства як власність Станіслава Потоцького в теплицькій гміні уманської парафії.

### Російська імперія
Після Другого поділа Речі Посполитої в кінці XVIII століття село купили брати Лукаш (пол. Łukasz), граничний суддя, і Алойзі (пол. Aloizy) Чарновські (пол. Czarnowscy) (Чарнявські, Чорнявські, Чорновські) гербу Граблі, а на початку ХІХ століття Алойзі звів двоповерховий будинок і стайню.
Будинок мав виступаючі крила. Зі сторони під′їзду фасад прикрашали чотири величезні колони. Зі сторони саду була влаштована тераса.
У будинку була бібліотека, яку склав Лукаш Чарновський. Вона налічувала 10 тисяч томів кількома мовами від XV століття, серед інших — Острозька Біблія.
Стайня була збудована в мавританськім стилі. Мала чотири крила, де окремо були імпортні арабські жеребці, кобили з лошатами, коні для виїзду та манеж.
У Комарівці було селекційне насінне господарство і великий паровий млин.
На 1823 рік в Комарівці було 245 «чоловіків душ».
У 1865 році засновано церковноприходську школу.
На 1885 рік Комарівка належала до Теплицької волості Гайсинського повіту Подільської губернії.
У 1903—1905 рр. Чарновський заклав парк «Огруд» (пол. ogród — сад).
У 1917 році Комарівка належала Йозефу Чарновському (пол. Józef Czarnowski), а бібліотека — його брату Ольгерду (пол. Olgierd). Ольгерд Ян Чарновський був автором історичних праць.

### Українська Народна Республіка
Завдяки підтримці відділу охорони пам'яток Центральної Ради В. Вронський, член Польського товариства охорони пам'яток старовини і мистецтва, зумів вивезти в безпечне місце колекцію Ольгерда із Ташлика, який також йому відійшов.
За іншою версією Ольгерд вивіз її до Умані. Пізніше бібліотека була розміщена в уманській гімназії.

### Радянський Союз
У 1924 році в Комарівці створено перше колективне господарство «Бджола».
10 березня 1944 року Комарівська сільська округа була звільнена від німецьких окупантів, ця дата відзначається як пам'ятна.
Пізніше в селі знаходилась центральна садиба колгоспу ім. Жданова. За господарством було закріплено 3980 га землі, з яких 3098 га орної. Колгосп вирощував озиму пшеницю, цукрові буряки, кукурудзу, горох і спеціалізувався на відгодівлі птиці.
У селі були середня і восьмирічна школи, клуб, бібліотека.
Виходила власна газета «Колгоспна правда».

### Україна
12 червня 2020 року, відповідно розпорядження Кабінету Міністрів України № 707-р «Про визначення адміністративних центрів та затвердження територій територіальних громад Вінницької області», село увійшло до складу Теплицької селищної громади.
19 липня 2020 року, в результаті адміністративно-територіальної реформи і ліквідації Теплицького району, село увійшло до складу Гайсинського району.

## Пам'ятки
У селі знаходиться архітектурна пам'ятка культури України (датується 1900 роком) та ботанічна пам'ятка природи місцевого значення Комарівський парк «Огруд».
У парку міститься комарівський сільський клуб і «Пам'ятник 276 воїнам — односельчанам, загиблим на фронтах ВВВ», який належить до пам'яток історії Теплицького району. Парк розміщається на березі «Панського» ставка. До ставка кожний рік прилітають лебеді на гніздівлю. Всього на село припадає п'ять ставків.
На вулиці Шкільній є братська могила радянських воїнів (1944) — історична пам'ятка України.
У західній частині села, на кладовищі — могила учасника радянсько-афганської війни В. І. Семенюка (1986 рік) — історична пам'ятка України, йому встановлено обеліск. Ім'ям В. І. Семенюка назване поле та вулицю, де він проживав.
У 2017 році відбулося відкриття пам'ятника жертвам Голодомору 1932—1933 років в Україні.

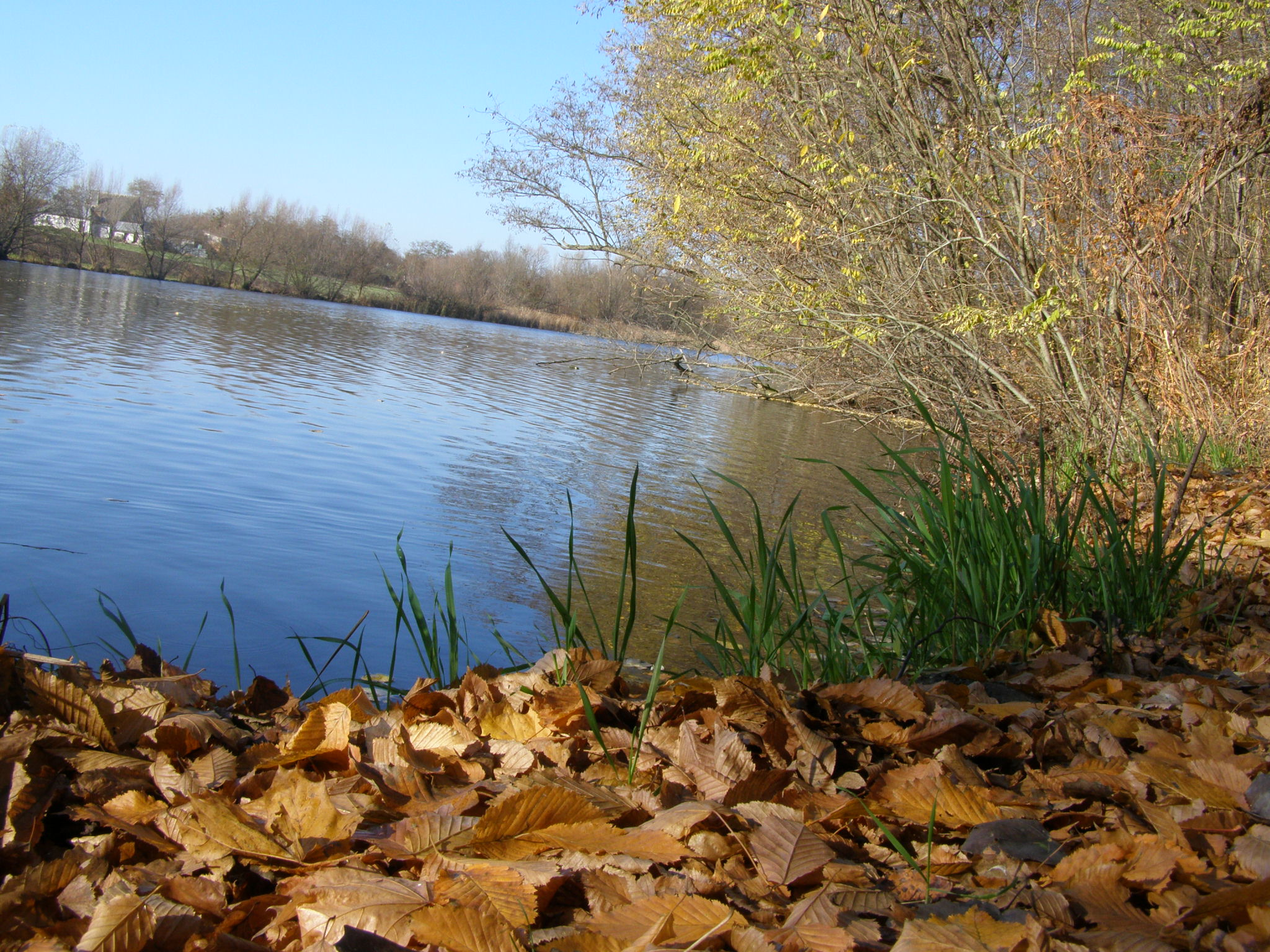
«Огруд», на березі ставка.

## Інфраструктура
Село газифіковане.
У Комарівці працює загальноосвітня школа I—III ступенів на 160 учнів.
У Комарівці працює відділення «Укрпошти», яке також обслуговує села Іванів, Розкошівку та Шевченківку.
Село належить до виборчої дільниці № 050998, яка складається власне з Комарівки і на 31.12.2021 налічує 276 виборців. Виборча комісія розміщується в сільському клубі.

## Видатні уродженці
- Цибко Людмила Михайлівна — українська радянська діячка.
- Гуцал Петро Федорович (за однією з версій[17]) — письменник, перекладач.